# Biskupija
Biskupija falu és község Horvátországban Šibenik-Knin megyében.

## Fekvése
Knintől 7 km-re délkeletre, Dalmácia északi-középső részén, az 1-es számú főút mellett fekszik. Közigazgatásilag Markovac, Orlić, Ramljane, Riđane, Uzdolje, Vrbnik és Zvjerinac települések tartoznak hozzá.

## Története
A mai Biskupija a kora középkorban a horvát állam központja volt. Ma ez a hely a horvát régészeti kutatás kitüntetett lelőhelye, egyben az egyik legjelentősebb óhorvát lelőhely. Régi neve "Pet Crkava na Kosovu" volt. A régi elnevezés valószínűleg a 10. századból származik, míg mai nevét később, a középkorban kapta. A régi nevet (magyarul koszovói öt templom) erősítik meg a régészeti leletek, ószláv templomok maradványai, melyek a Crkvina, Stupovi, Bukorovića podvornica, Lopuška glavica és Sveta trojica nevű helyeken találhatók. Itt állt a Szűz Mária tiszteletére szentelt háromhajós püspöki székesegyház, melynek első említése 1089-ben Zvonimir király uralkodásának idején történt. Építése még a 9. században kezdődött és Zvonimir király fejezte be 1078-ban. A knini püspök fennhatósága egykor egészen a Dráváig terjedt és a kora középkori horvát államban fontos tisztségeket is betöltött. A püspökség itteni székhelye 1493-ban szűnt meg, ezután Orlićnak nevezték (mai Biskupija nevét 1998-óta viseli).
A török 1522-ben szállta meg ezt a területet. A szerbek bevándorlása már a 15. században megkezdődött, de a legnagyobb méreteket 1521 és 1527 között öltötte. A falu a moreai háború során 1688-ban szabadult fel a török uralom alól. A 17. század végén az újabb velencei uralom idején újabb nagy bevándorlási hullám érkezett. A velencei uralom 1797-ig tartott, majd miután a francia seregek felszámolták a Velencei Köztársaságot osztrák csapatok szállták meg. 1809-ben az Első Francia Császárság Illír Tartományának része lett. 1815-ben a bécsi kongresszus újra Ausztriának adta, amely a Dalmát Királyság részeként Zárából igazgatta 1918-ig. A településnek 1857-ben 954, 1910-ben 1382 lakosa volt. Az első világháború után előbb a Szerb-Horvát-Szlovén Királyság, majd Jugoszlávia része lett. 1991-ben csaknem teljes lakossága szerb nemzetiségű volt. Szerb lakói még ez évben csatlakoztak a Krajinai Szerb Köztársasághoz. A horvát hadsereg 1995 augusztusában a Vihar hadművelet során foglalta vissza a települést. Szerb lakói nagyrészt elmenekültek. A településnek 2011-ben 406 lakosa volt.

## Lakosság
| Lakosság változása | Lakosság változása | Lakosság változása | Lakosság változása | Lakosság változása | Lakosság változása | Lakosság változása | Lakosság változása | Lakosság változása | Lakosság változása | Lakosság változása | Lakosság változása | Lakosság változása | Lakosság változása | Lakosság változása | Lakosság változása |
| ------------------ | ------------------ | ------------------ | ------------------ | ------------------ | ------------------ | ------------------ | ------------------ | ------------------ | ------------------ | ------------------ | ------------------ | ------------------ | ------------------ | ------------------ | ------------------ |
| 1857               | 1869               | 1880               | 1890               | 1900               | 1910               | 1921               | 1931               | 1948               | 1953               | 1961               | 1971               | 1981               | 1991               | 2001               | 2011               |
| 954                | 1.055              | 1.014              | 1.167              | 1.289              | 1.382              | 1.289              | 1.328              | 1.299              | 1.353              | 1.360              | 1.210              | 1.005              | 953                | 466                | 406                |

## Nevezetességei
- A Crkivina nevű helyen a Szűz Mária tiszteletére szentelt 9. századi háromhajós püspöki székesegyház és kolostor romjai,[6] valamint a mellette levő ószláv temető maradványai. Lujo Marun atya 1882-ben végzett ásatásai során egy oltár előépítmény részét találta itt meg a Szűzanya alakjával. Ez egyben a Szűzanya első ismert horvát ábrázolása, mely a 11. századból származik. Az előépítmény háromszög alakú volt alsó részén a “SALV(e) (re)G(ina) V(i)RGO” (Üdvözlégy szűz királynő) latin nyelvű felirattal. Rajta kívül még több értékes töredék kerültek elő, köztük egy kerek keresztelőmedence, a szentélyt a hívektől elválasztó díszes kőépítmény töredéke, szobortöredékek a 8. – 9. századból, karoling kardok, sarkantyúk, lószerszámok, ékszerek, használati tárgyak töredékei stb.[3] Ennek a  régi templomnak a romjain építették fel Ivan Meštrović tervei szerint 1937 és 1938 között a mai templomot,[7] melynek titulusa: „Gospa Velikog Hrvatskog Krsnog Zavjeta” (azaz a Horvát Keresztény Fogadalom Nagyasszonya). A templomot 1938. szeptember 19-én szentelte fel Alojzije Stepinac zágrábi érsek.[3] A fogadalmi templom egyhajós, a homlokzat feletti 12 és fél méter magas harangtornyában három haranggal. A második világháború idején a csetnikek megrongálták és a Szűzanya szobrának a fejét letörték. 1966-ban mind a szobrot, mind a Zvonimir királyt ábrázoló freskót restaurálták. 1992-ben a szerb felkelők a templomot újra lerombolták.[3] A háború után újjáépült.
- A 9. századi Szent Cecília templom romjai. Itt egy kora román háromhajós bazilika állt, három apszissal. Az apszisok félkörívesek voltak, a középső apszis nagyobb volt, mint a két oldalsó. A nyugati oldalon egy narthex van, mely valójában egy három részből álló westwerk, előtte pedig a templom falain kívül harangtorony állt. A déli oldalon található egy kisebb helyiség, egy négyzet alaprajzú apszissal. A külső falakat a déli fal kivételével támpillérek erősítik. Építészeti jellemzői és a liturgikus berendezés elemzése alapján a bazilika a 9. század második feléig nyúlik vissza.[8]
- A 9. századi Szentháromság templom romjai. A mai Szentháromság-templom[9] a régi romok felett, a falu közepén, temetővel övezett területen található. A templom egyhajós, hosszanti, a hajónál kissé keskenyebb félköríves apszissal. Keletelt tájolású, főbejáratával a nyugati oldalon. Ezen az oldalon, a homlokzaton áll a harangtorony, amelynek földszintjén található a templom bejárata. Az oldalsó ajtó fölött látható felirat szerint a templomot a 19. század közepén, stílusbeli sajátosságok nélküli egyszerű formákban állították helyre.
- A kora középkori Szentháromság templom mellett található a 18. században épített szerb pravoszláv templom, melyet az ószláv templom alapjaira építettek. Körülötte 9. – 11. századi ószláv és újkori pravoszláv temető található.[3]
- A Lopuška glavica nevű magaslaton egyhajós, keletelt 9. századi ószláv templom maradványai. Fennmaradtak az egyhajós hosszúkás templom alapfalai, keleten a szabálytalan háromkaréjos szentéllyel, nyugati oldalán előcsarnokkal, amelyet az egyszerűbb nyugati típusú nyugati alkotásként határoztak meg. A déli apszis helyett egy kisméretű téglalap alakú teret építettek. A középső és északi oldalsó apszisok félkörívesek. A templom nyugati oldalán támpillérek maradványai láthatók. A templomnak oltár előépítménye volt, melynek maradványait megtalálták. A templomban összesen 54 sírt tártak fel.[10]
- Bukorovića podvornica nevű helyen egy másik 9. századi ószláv templom maradványait tárták fel mellette egy 72 síros ószláv temetővel, melynek nyomai az 1950-es években megsemmisültek. Köveit a nép széthordta.[3]
- Riđane Szent Illés próféta tiszteletére szentelt szerb pravoszláv temploma 1589-ben épült, felszentelése 1590-ben történt.[3]